# Recsek-hegy
A Balaton-felvidéken lévő Recsek-hegy (431 m), németül: Rentsberg, Hidegkút közelében található, mészkőből és dolomitból épül fel, amik üledéklerakódás során jöttek létre, majd a tektonikai mozgások következtében emelkedtek a felszínre.

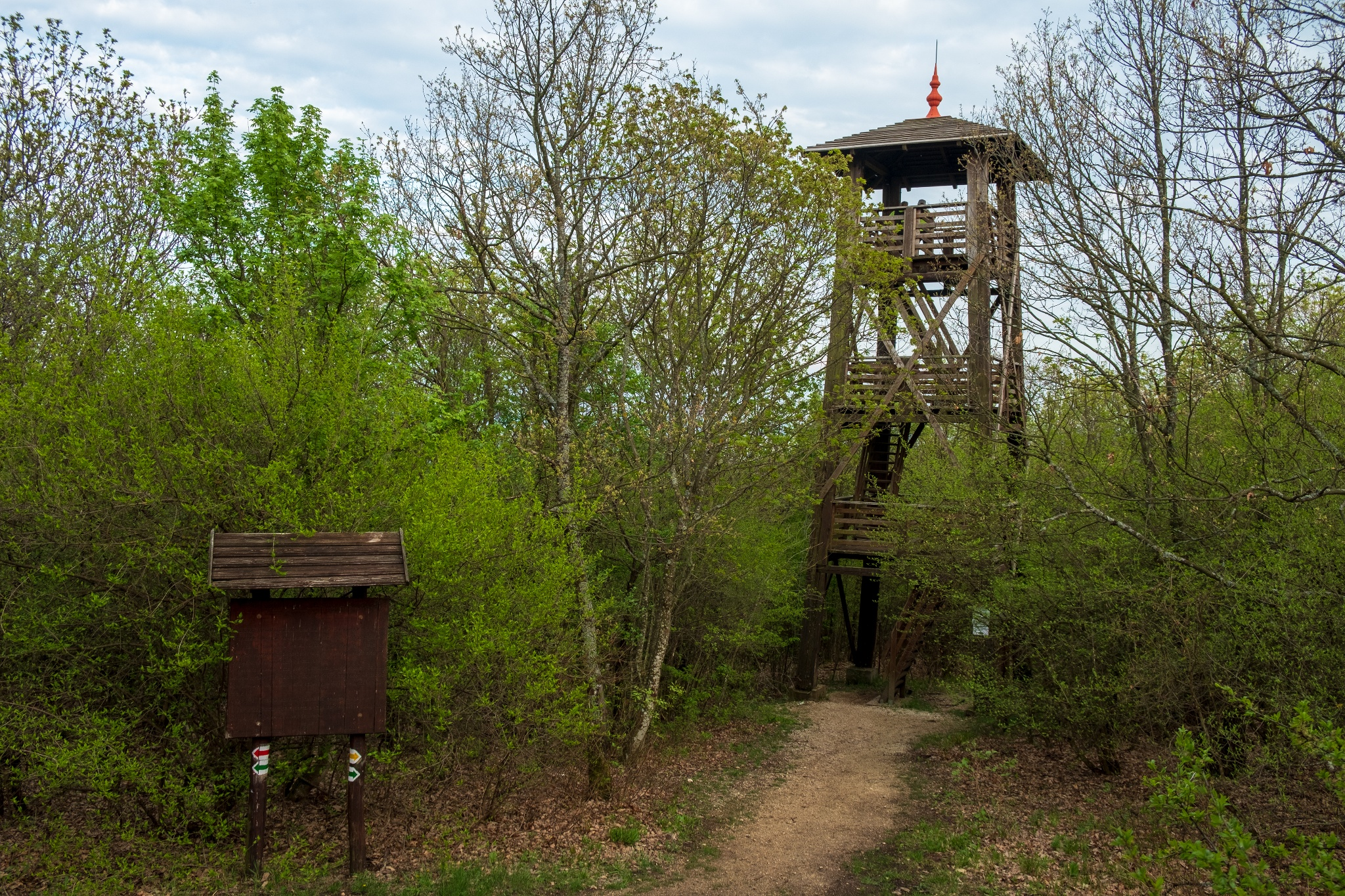
Recsek-hegyi kilátó

### Elhelyezkedése
A Recsek-hegy Hidegkúttól 2 km-re keletre, Balatonfüredtől 5 km-re északra található. Gyalog Balatonfüredtől túraútvonalon 6 km-re és 2 óra távolságra található, 300 m-es szint növekedéssel. A kilátó a hegytetőtől 100 m-re található.

### Kialakulása
A hegy a megyehegyi dolomitformációból épül fel, ami egy ősmaradványokban szegény, vastagpados dolomit. Ezek a kőzetek a triász és jura időszakban, mintegy 200-250 millió évvel ezelőtt, tenger alatti üledéklerakódások során jöttek létre, majd a tektonikai mozgások következtében emelkedtek a felszínre. Az évmilliók alatt az alpi hegységképződési folyamatok során emelkedtek ki. Az ekkor végbement tektonikai mozgások és a későbbi eróziós folyamatok alakították ki a mai Balaton-felvidék domborzatának ezt a részét.

### Noszlopy Gáspár-kilátó

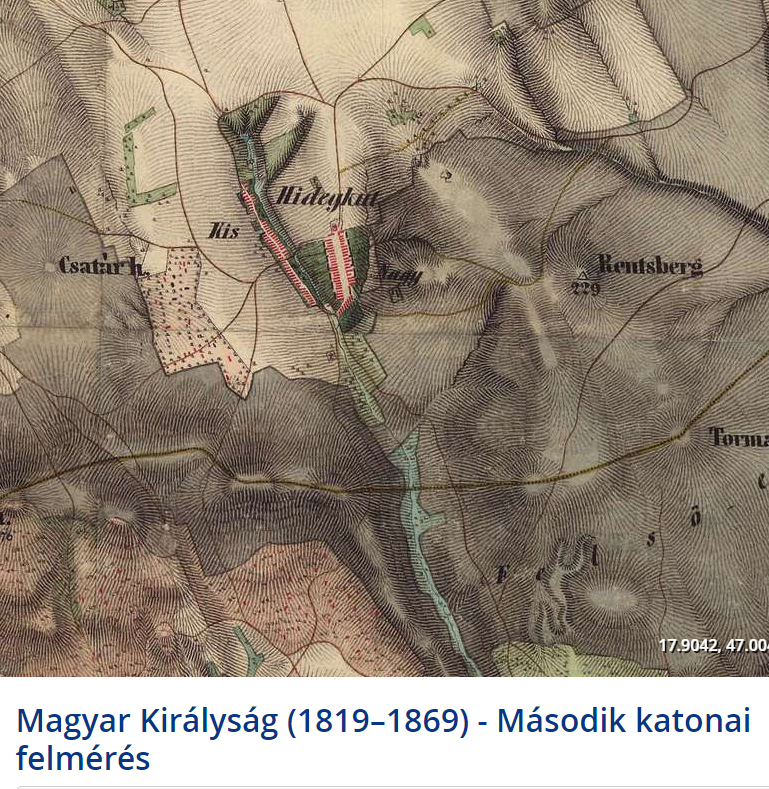
Magyar Királyság (1819–1869) - Második katonai felmérés

Az 1983-ban épült 13 m magas fa kilátótorony a (Balatonfüredi Jókai-kilátó testvér kilátója, ami ugyanazon tervek alapján épült). Nagyjából 8 km-re van a Balatontól, de a háromszintes kilátóból mégis rálátunk a tó keleti medencéjére és a Tihanyi-félszigetre egyaránt, bár a kilátás részben takarja az erdő. Észak felé a Veszprém–Nagyvázsonyi-medencét és a Bakony főbb csúcsait a Recsek-hegy árnyékolja, de kelet felé a Várpalota feletti csúcsokig is beláthatjuk az erdős tájat. Előttünk paplanként terül el az északi part legnagyobb összefüggő erdeje, a balatonfüredi erdő, mögötte meg-megcsillan a csúcsok közt kilátszó Balaton vize. A 2021-ben felújított kilátó tövében tűzrakó hellyel és fabútorokkal felszerelt pihenőhely várja a turistákat.
A kilátó Noszlopy Gáspár honvédparancsnok nevét viseli, aki az 1848–49-es szabadságharc egyik leghíresebb gerillaparancsnokaként, majd mártírjaként vált híressé. Kossuth emlékirataiban „a 19. század legbátrabb emberének” nevezte őt, elsősorban nem múló lelkesedése és szervezőkészsége miatt, ami még a szabadságharc leverése után is szabadcsapatok szervezésében öltött testet – többek közt Hidegkút környékén.

### Katonai létesítmény

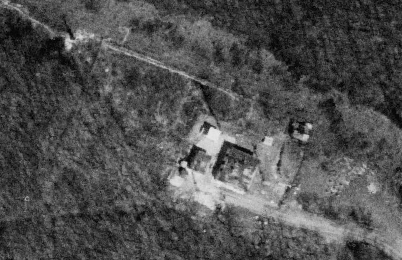
A Recsek-hegyi rádióállomás 1980-as légifelvétele

Egykor katonai rádióállomás állt a hegy tetején. 1971 előtt még egy 4 × 4 m alapú, kb. 8 méter magas torony állt a hegyen, amit később elbontottak és a rádióállomás alapjába őröltek. 1976-től már biztos katonai működés alatt volt az objektum, mivel ekkortól rendszeresen titkos, kiretusált légifelvételek készültek a hegyről. 1979-ben megnövekedett a hely területe, a létesítmények száma és a katona jelenlét gyakorisága, a helyiek elmondása szerint ekkoriban hetente ment fel katonai terepjáró ellátmánnyal. Ez a légifelvételeken szintén megfigyelhető, az objektum növekedése és az utak használtsága jól látszik. Innentől kezdve legalább két nagy és két kis rádiótorony állt, valamint legalább 4 nagyobb épület volt megtalálható a szögesdróttal és kapuban fegyveres őrrel őrzött létesítményben.

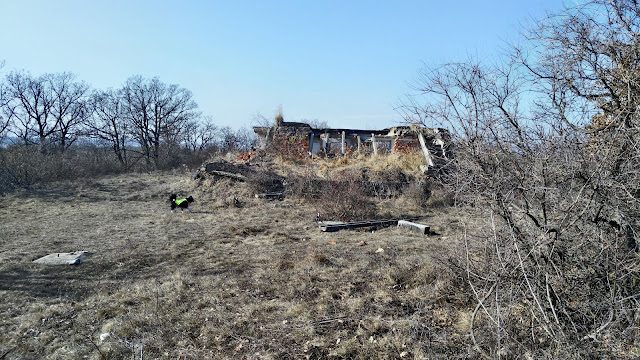
A Recsek-hegyi rádióállomás romja

Nem ismeretes, pontosan mikor zárt be a hely, mivel eleinte csak egyre ritkábban jártak ide a katonák. A haditechnikát titokban elköltöztették, majd a hely az enyészeté lett. Így a Recsek-hegyi objektumból mára csak a rádiótorony kiálló, elvágott talpazata és a nagyobb épületek romjai maradtak.